# Musculus supinator
De  musculus supinator  is een brede spier in de onderarm rond het bovenste derde deel van het spaakbeen. Zijn functie is het supineren van de onderarm.

## Structuur
De musculus supinator bestaat uit twee vezelvlakken, met daartussen de diepe tak van de nervus radialis.
De oppervlakkige vezels (pars superficialis ) omringen het bovenste deel van het spaakbeen en hebben insertie in de laterale rand van de tuberositas radii en de schuine lijn van het spaakbeen, zo laag als de insertie van de musculus pronator teres. De bovenste vezels (pars profunda ) van het diepere vlak vormen een slingerachtige bundel van spiervezels, die de spaakbeenhals boven de tuberositas radii omcirkelt en hecht aan het achterste deel van het mediale oppervlak. Het grootste deel van dit deel van de spier heeft insertie in de dorsale en laterale oppervlakken van het spaakbeen.

### Innervatie
De musculus supinator wordt geïnnerveerd door de diepe tak van de nervus radialis. De diepe tak wordt dan de nervus interosseus antebrachii posterior bij het verlaten van de musculus supinator. De zenuwwortels zijn voornamelijk afkomstig van C6, met enige betrokkenheid van C5. Er is ook mogelijk aanvullende C7-innervatie.
De nervus radialis splitst in diepe en sensorische oppervlakkige takken net proximaal van de musculus supinator – een opstelling die kan leiden tot beknelling en compressie van het diepe deel, wat mogelijk kan resulteren in selectieve verlamming van de spieren die door deze zenuw worden bediend (de strekspieren en de musculus abductor pollicis longus). Er zijn veel mogelijke oorzaken bekend voor dit zenuwsyndroom, bekend als het supinatorsyndroom, waaronder compressie door verschillende massa's van zacht weefsel rond de zenuw, en stress veroorzaakt door herhaalde supinatie en pronatie.

### Variatie
De diepe nervus radialis loopt in 70% van de gevallen door de buik van de musculus supinator en in de overige gevallen via de arcus tendineus musculi supinatoris.

## Functie
De musculus supinator omringt het spaakbeen en brengt de hand in supinatiepositie. In tegenstelling tot de musculus biceps brachii kan deze dit in alle posities van elleboogflexie en -extensie doen.
De musculus supinator werkt altijd samen met de musculus biceps brachii, behalve wanneer het ellebooggewricht gestrekt is. Het is de meest actieve spier bij supinatie van de onderarm tijdens supinatie zonder weerstand, terwijl de musculus biceps brachii steeds actiever wordt bij zware belasting. De supinatiekracht neemt met 64% af als de musculus supinator uitgeschakeld wordt door bijvoorbeeld een blessure.

## Etymologie
De term "supinator" kan ook meer in het algemeen verwijzen naar een spier die supinatie van een deel van het lichaam veroorzaakt. In oudere teksten werd de term "supinator longus" gebruikt om naar de musculus brachioradialis te verwijzen, en "supinator brevis" werd gebruikt om de spier te beschrijven die nu bekend staat als de musculus supinator.